# Andrea Moschetti
Andrea Moschetti (* 5. April 1865 in Venedig; † 18. August 1943 in Padua) war ein italienischer
Kunsthistoriker.

## Leben
Nach der Laurea an der Universität Padua im Jahr 1886 war er zunächst als Gymnasiallehrer für Italienisch an verschiedenen Schulen tätig. 1893 wurde er Professor für Kunstgeschichte an der Accademia di belle arti in Urbino. Von 1895 bis zu seinem Ruhestand 1938 war er Direktor des Istituto comunale von Padova, das die Stadtbibliothek, das Stadtarchiv und das Stadtmuseum umfasste. Ab 1899/1900 war er daneben zunächst Privatdozent für italienische Literatur, von 1906/07 für Kunstgeschichte an der Universität Padua. Von 1909/10 bis 1928/29 war er außerordentlicher Professor für Kunstgeschichte an der Universität Padua.
Zu seinen bekanntesten Arbeiten zählt die Auflistung der während des Ersten Weltkrieges in Venetien und angrenzenden Regionen zerstörten oder beschädigten Kunstwerke, die er zwischen 1928 und 1931 in fünf Bänden abschloss.

## Veröffentlichungen (Auswahl)
- I danni ai monumenti e alle opere d’arte delle Venezie nella guerra mondiale MCMXV–MCMXVIII. C. Ferrari, Venedig 1932.